# Jules Avaux
Pour les articles homonymes, voir Avaux (homonymie).
Jules Avaux, né le 8 mai 1906 à Gosselies et mort à Mesvin le 7 septembre 1966, est un homme politique et un syndicaliste belge.

Élu conseiller communal en 1932, il devint Premier échevin socialiste de Courcelles en janvier 1939, il adhère clandestinement au communisme à la même époque. Il démissionne du collège puis du conseil communal dès l'été 1940. Passé dans la clandestinité en 1941, il fonde une cellule du Front wallon pour la libération du pays : 
«  À Charleroi, une autre cellule se met en place : elle regroupe une série de militants autour de Nestor Lambotte, Jules Avaux et Victor Paindaveine. Un programme est constitué. Il s'agit, bien sûr de mener une propagande contre l'occupant et ses collaborateurs, mais aussi d'aider tous les peuples en guerre contre les puissances de l'Axe, en s'opposant aux réquisitions et en paralysant la production, en menant des actions sur le front de l'intérieur, en apportant un appui à ceux qui luttent contre l'occupant. »
.
Il crée Le Pays wallon qu'il rédige et diffuse jusqu'en juillet 1942. Il sera responsable du front de l'indépendance en Brabant puis dans l'ensemble des provinces wallonnes.
À la Libération, il est élu au Comité central du Parti communiste en 1946. Il devient secrétaire de la régionale FGTB de Bruxelles, pose sa candidature au poste de secrétaire national mais est victime du rejet des communistes dans ce syndicat[réf. nécessaire]. À partir de 1948, il se met progressivement en retrait du PCB, invoquant des raisons médicales. Il tente de travailler comme indépendant mais échoue. En 1951, il retourne au Parti socialiste et devient échevin et conseiller communal de Mesvin.